# Carmen Dell'Orefice
Carmen Dell'Orefice (New York, 3 giugno 1931) è una modella e attrice statunitense.

## Biografia
Carmen nasce da padre italiano musicista e madre ungherese ballerina; la situazione familiare complicata e la separazione dei genitori quando è ancora molto piccola, la porta all'affidamento o in case famiglia fino agli undici anni di età. Nel 1942 si trasferisce a New York con sua madre. Ha frequentato tredici scuole diverse. Appassionata di balletto e molto talentuosa, Carmen aveva una borsa di studio al Ballet Russe, percorso che dovette abbandonare a causa dei dolori reumatici che gli anni di povertà l'avevano portata a sviluppare. Aveva anche una passione per il nuoto che praticava a livello agonistico ma che dovette abbandonare per lo stesso motivo.
Nel 1944, di ritorno dalle lezioni di danza,  alla fermata dell'autobus fu notata dalla moglie di Herman Landschoff, fotografo di Harper’s Bazaar. Fu lui che, affascinato dalla delicatezza del suo corpo, le diede il suo primo lavoro da modella, a sette dollari l'ora; in quel periodo, però, la sua condizione economica era ancora disagiata.

## Carriera
Due anni più tardi, nel 1946, Carmen firmò il suo primo contratto con Vogue, comparendo, l'anno seguente, sulla copertina dell'edizione francese della rivista, Carmen ha quindici anni e questa sarà ricordata come la copertina con la modella più giovane mai ingaggiata da Vogue, e dal mondo della moda in generale. 
In seguito collaborò anche con Horst P. Horst, Cecil Beaton, Irving Penn, Erwin Blumenfeld, Francesco Scavullo, Norman Parkinson, Gleb Derujinsky, Richard Avedon (quest'ultimo, la immortalò 58 volte per l'edizione parigina di Harper's Bazaar). Per molto tempo Carmen dell'Orefice fu la fotomodella più pagata, il celebre volto della campagna Chanel N°5 ed anche musa di Salvador Dalí. Negli anni sessanta Carmen dell'Orefice diventò una vera icona della moda, anticipando le tendenze e rivelando un magnetismo che va ben oltre alle copertine. Carmen è stata anche molto amica delle altre super modelle che all'epoca popolavano le copertine del mondo dell'alta moda: Suzy Parker, Dorian Leigh, Sunny Harnett, che sono sempre state un gruppo molto unito. 
Ha sempre avuto ai suoi piedi gli uomini più ricchi e potenti, e si è sposata tre volte. Dopo i primi due matrimoni e una gravidanza, a trentatré anni sposa un ricco ereditiero americano, Richard Kaplan, e smette di lavorare, posa solo di rado e per piacere personale. 

### Dopo i quaranta

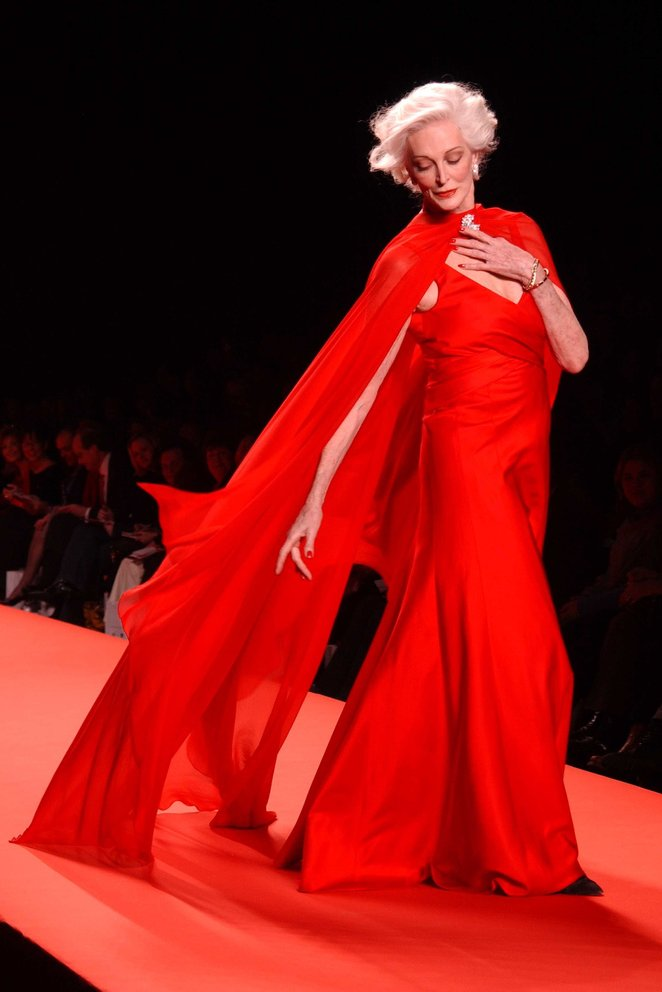
Dell'Orefice nella sfilata Red Dress Collection 2005 per The Heart Truth

Il matrimonio con Richard Kaplan non dura neanche dieci anni, e dopo il terzo divorzio Carmen Dell'Orefice si butta di nuovo a capofitto nel lavoro. Ha quarant'anni e la scena è dominata dallo scetticismo generale per fare posare donne non più giovanissime, nonostante Carmen sia ancora molto bella. È il fotografo e amico Norman Parkinson a prendersi la briga di agire contro la tendenza e propone una copertina a Carmen. Non passa molto e il mondo della moda è di nuovo ai suoi piedi, mentre posa per su Vogue, Harper’s Bazaar, Town and Country. I fotografi della nuova generazione sono desiderosi di una nuova visione, che si distacca sempre di più dai canoni estetici per esplorare la personalità, e Carmen Dell'Orefice incarna perfettamente questa rottura, e inizia una seconda stagione sulla cresta dell'onda.
Dopo i sessant'anni è stata definita dal fotografo Helmut Newton un "distillato di sensualità", e "una bellezza senza tempo". A settantacinque anni è stato detto che Carmen era “di una bellezza e di un’eleganza senza confronti”. 
Nel 2000 sfila per John Galliano, nel 2004 per Hermes, nel 2005 Marc Valvo disegnò esclusivamente per lei uno dei suoi famosi vestiti da sera. Nel 2011 indossa una sofisticata creazione di Alberta Ferretti e sfila a Palazzo Pitti.. Nel 2017 ha chiuso la sfilata di Guo Pei alla settimana della moda di Parigi. . Bianca fin da giovanissima, è stata lei a sdoganare la tendenza di non coprire i capelli bianchi ma anzi, di sfoggiarli e farli diventare una vera e propria moda. 
Nel 2008 è stata vittima di un tracollo finanziario causato da un finanziere corrotto, seconda bancarotta della sua vita.
A chi le chiede se ha paura di morire Carmen risponde: «Bisogna amare per mantenersi vivi e fare sesso per restare giovani, ma non puoi goderti la vita se non ti prepari anche a morire bene», e che intende donare il suo corpo alla scienza e morire con i tacchi alti.

## Riconoscimenti speciali
Nel 2011 Carmen Dell'Orefice viene insignita di una laurea ad honorem dalla University of the Arts London come ringraziamento per il suo contributo al settore artistico e all'industria del fashion. Oltre al titolo di dottoressa le viene dedicata una retrospettiva curata da David Downton, celebre illustratore, che riunisce le sue cover ed i suoi scatti più significativi. 
Anche il Guinness dei primati le ha dedicato un capitolo, e il regista e fotografo Timothy Greenfield-Sanders l'ha voluta nel suo documentario “About face: the supermodels, then and now” prodotto da HBO con l'obiettivo di raccontare un viaggio nella bellezza.

## Filmografia[14]
- Bill Cunningham New York (2010)
- About Face - Dietro il volto di una top model (2012)